# Phaea haleyae
Phaea haleyae är en skalbaggsart som beskrevs av Chemsak 2000. Phaea haleyae ingår i släktet Phaea och familjen långhorningar. Inga underarter finns listade i Catalogue of Life.